# إديث إيوينغ بوفير بيلي
إديث إيوينغ بوفير بيلي (بالإنجليزية: Edith Ewing Bouvier Beale) هي نجمة اجتماعية أمريكية، ولدت في 5 أكتوبر 1895 في نوتلي ‏ في الولايات المتحدة، وتوفيت في 5 فبراير 1977 في قرية ساوتهمبتون في الولايات المتحدة بسبب ذات الرئة.

## وصلات خارجية
- إديث إيوينغ بوفير بيلي على موقع IMDb (الإنجليزية)
- إديث إيوينغ بوفير بيلي على موقع قاعدة بيانات الفيلم (الإنجليزية)